# Merscheider Straße 143 (Solingen)
Das Gebäude Merscheider Straße 143 ist ein denkmalgeschütztes Wohnhaus in der bergischen Großstadt Solingen. Es wurde um 1880 von dem Unternehmer Carl Melcher errichtet, dem Inhaber einer nach ihm benannten Fabrik für chirurgische Instrumente, die ab 1880 an dem Standort ihren Firmensitz hatte.:58–62
Der aus der Hofschaft Dahl stammende Melcher hatte im Jahre 1854 seine eigene Firma gegründet. Anfangs noch mit der Fertigung von klassischem Essbesteck befasst, wandte sich die Firma der Herstellung von chirurgischen Instrumenten und feinen Scheren zu. Um expandieren zu können, verlegte Melcher den Firmensitz 1880 an ein unbebautes Grundstück an die Poststraße (heute Merscheider Straße), an den Rand der Ortslage Linden. Er errichtete dort ein für den Solinger Industriebezirk typisches Bauensemble aus einem zur Straße liegenden Fabrikantenwohnhaus und dahinter liegenden Fabrikhallen.:58–62
Bei dem Wohnhaus, das Melcher selbst bezog, handelt sich um ein zweigeschossiges, traufenständiges, verschiefertes Fachwerkhaus in fünf zu zwei Fensterachsen. Die zweiflügelige Doppeltür mit Oberlicht und Gebälk befindet sich in der Mittelachse der Traufseite, sie ist über eine kleine Freitreppe mit Geländer zugänglich. Zu den wenigen Zierelementen des Hauses gehört neben den Gebälken über den Fenstern ein Traufgesims mit feinem Zahnfries. Zur Straße hin befindet sich ein kunstvoll gestalteter Eisenzaun. Das Haus wurde am 13. März 1985 in die Denkmalliste der Stadt Solingen eingetragen.
Die Firma Carl Melcher expandierte im 20. Jahrhundert weiter, nur unterbrochen durch die beiden Weltkriege, und wuchs bis auf eine Zahl von etwa 40 Beschäftigten an. Neben einem hohen Grad an Mechanisierung in der Fertigung setzte der Betrieb auch auf klassische Handarbeit, etwa bei Spezial- und Kleinserienfertigungen.:61 Nach der Einstellung des Unternehmensbetriebs Anfang der 2000er Jahre und dem Abriss der Fabrikanlagen entstand im Jahre 2003 auf dem Gelände ein Netto-Supermarkt. Das denkmalgeschützte Gebäude sowie die Einfriedung zur Merscheider Straße blieben erhalten. Es wird weiterhin als Wohnhaus genutzt, zeitweise befand sich eine Rechtsanwaltskanzlei in dem Gebäude.